# Cichlasoma bocourti
Cichlasoma bocourti är en fiskart som först beskrevs av Vaillant och Pellegrin 1902.  Cichlasoma bocourti ingår i släktet Cichlasoma och familjen Cichlidae. Inga underarter finns listade i Catalogue of Life.